# ATP World Tour Finals 2011
ATP World Tour Finals 2011, oficiálně se jménem sponzora Barclays ATP World Tour Finals 2011, známý také jako Turnaj mistrů 2011, se konal ve dnech 20. – 27. listopadu potřetí v britském hlavním městě Londýně. Místem turnaje byla O2 Arena, ve které se hrálo na tvrdém povrchu. Jednalo se o závěrečný turnaj sezóny, jehož se účastnilo osm nejlepších tenistů světa ve dvouhře a osm párů ve čtyřhře na základě postavení na žebříčku ATP, pokud se podle pravidel účastník nekvalifikoval jiným způsobem. Odměny činily 5 070 000 USD.
Obhájcem titulu ve dvouhře byl Švýcar Roger Federer a ve čtyřhře pak kanadsko-srbská dvojice Daniel Nestor a Nenad Zimonjić, která po loňském turnaji mistrů ukončila spolupráci a každý z hráčů se kvalifikoval s jiným spoluhráčem.
Vítězství ve dvouhře obhájil čtvrtý nasazený Roger Federer a stal se tak prvním tenistou v historii, jenž dokázal tento turnaj vyhrát šestkrát. Odpoutal se od pěti titulů Ivana Lendla a Peta Samprase. Ve čtyřhře triumfovala třetí nasazená bělorusko-kanadská dvojice Max Mirnyj a Daniel Nestor, který titul z loňské události také obhájil.

## Turnaj

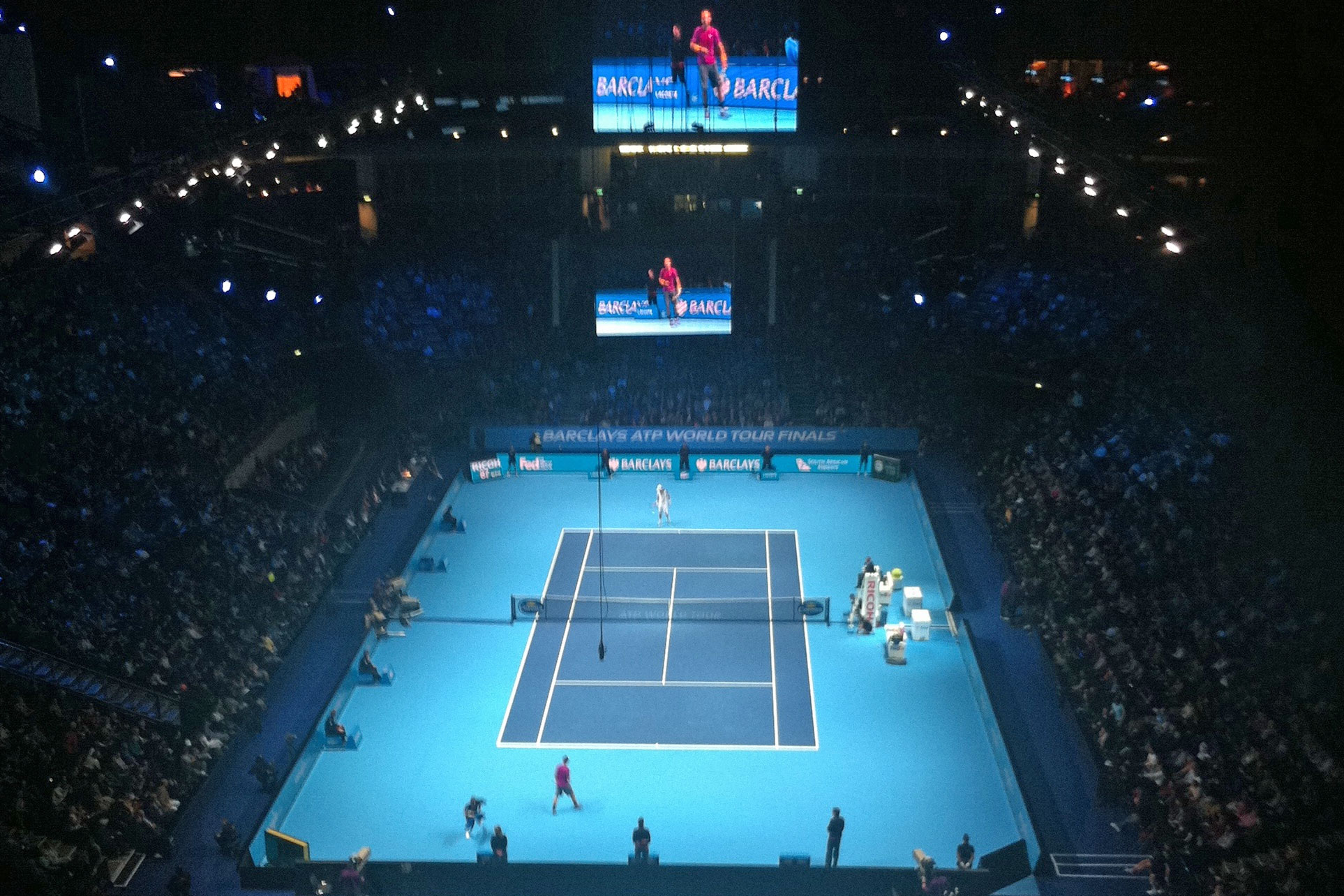
Tenisový dvorec v O_{2} areně

ATP World Tour Finals 2011 se konalo mezi 20. a 27. listopadem v londýnské O2 Arena na dvorcích s tvrdým povrchem. Jednalo se o 42. ročník dvouhry a 37. čtyřhry. Turnaj byl pořádán Asociací profesionálních tenistů (ATP) jako součást mužské profesionální sezóny ATP World Tour 2011.
Hráči byli do arény, pokud tomu nebránilo špatné počasí, dopravováni loděmi po Temži.

### Formát
Soutěže dvouhry se účastnilo osm tenistů, z nichž každý odehrál tři vzájemné zápasy v jedné ze dvou čtyřčlenných základních skupin A a B. První dva tenisté z každé skupiny postoupili do semifinále, která byla hrána vyřazovacím systémem pavouka. První ze skupiny A se utkali s druhým ze skupiny B a naopak. Vítězové semifinále pak sehráli finále.
Soutěž čtyřhry kopírovala formát dvouhry.

## Mužská dvouhra

### Nasazení hráčů
| Pořadí | Hráč               | Body   | Turnajů | Kvalifikován  |
| ------ | ------------------ | ------ | ------- | ------------- |
| 1.     | Novak Djoković     | 13 475 | 17      | 15. května    |
| 2.     | Rafael Nadal       | 9 375  | 18      | 8. června     |
| 3.     | Andy Murray        | 7 380  | 17      | 2. září       |
| 4.     | Roger Federer      | 6 670  | 17      | 3. září       |
| 5.     | David Ferrer       | 4 480  | 21      | 13. října     |
| 6.     | Jo-Wilfried Tsonga | 3 535  | 23      | 10. listopadu |
| 7.     | Tomáš Berdych      | 3 300  | 22      | 10. listopadu |
| 8.     | Mardy Fish         | 2 965  | 22      | 10. listopadu |

- 1) – bodový zisk hráče, který mu zajistil postup na turnaj mistrů

### Předešlý poměr vzájemných zápasů
Tabulka uvádí poměr vzájemných zápasů hráčů před turnajem mistrů.
|    |                    | Djoković | Nadal | Murray | Federer | Ferrer | Tsonga | Berdych | Fish | Celkem | V/P 2011 |
| 1. | Novak Djoković     |          | 13–16 | 6–4    | 10–14   | 6–4    | 4–5    | 7–1     | 7–0  | 53–44  | 69–4     |
| 2. | Rafael Nadal       | 16–13    |       | 13–5   | 17–8    | 13–4   | 6–2    | 10–3    | 7–1  | 82–36  | 66–13    |
| 3. | Andy Murray        | 4–6      | 5–13  |        | 8–6     | 5–3    | 5–1    | 1–3     | 4–4  | 32–36  | 56–12    |
| 4. | Roger Federer      | 14–10    | 8–17  | 6–8    |         | 11–0   | 6–3    | 10–4    | 6–1  | 61–43  | 59–12    |
| 5. | David Ferrer       | 4–6      | 4–13  | 3–5    | 0–11    |        | 1–1    | 5–2     | 4–4  | 21–42  | 56–17    |
| 6. | Jo-Wilfried Tsonga | 5–4      | 2–6   | 1–5    | 3–6     | 1–1    |        | 0–1     | 1–0  | 13–23  | 52–22    |
| 7. | Tomáš Berdych      | 1–7      | 3–10  | 3–1    | 4–10    | 2–5    | 1–0    |         | 0–1  | 14–34  | 51–21    |
| 8. | Mardy Fish         | 0–7      | 1–7   | 4–4    | 1–6     | 4–4    | 0–1    | 1–0     |      | 11–29  | 43–22    |

- V/P 2011 = počet vítězných utkání (V) – prohraných utkání (P) v sezóně 2011

### Finanční odměny a body
Finanční odměny jsou uváděny v amerických dolarech.
| Fáze turnaje       | Finanční odměna | Body |
| Vítěz              | + 770 000 $     | +500 |
| Finalista          | + 380 000 $     | +400 |
| 3 výhry ve skupině | 480 000 $       | 600  |
| 2 výhry ve skupině | 360 000 $       | 400  |
| 1 výhra ve skupině | 240 000 $       | 200  |
| 0 výher ve skupině | 120 000 $       | 0    |
| Náhradník          | 70 000 $        | -    |

## Mužská čtyřhra

### Nasazení dvojic
| Poř. | Dvojice                              | Body   | Turnajů | Kvalifikována |
| ---- | ------------------------------------ | ------ | ------- | ------------- |
| 1.   | Bob Bryan Mike Bryan                 | 10 100 | 22      | 2. září       |
| 2.   | Michaël Llodra Nenad Zimonjić        | 7 300  | 18      | 2. září       |
| 3.   | Max Mirnyj Daniel Nestor             | 6 980  | 21      | 2. září       |
| 4.   | Mahesh Bhupathi Leander Paes         | 4 770  | 14      | 14. října     |
| 5.   | Rohan Bopanna Ajsám Kúreší           | 4 650  | 25      | 6. listopadu  |
| 6.   | Robert Lindstedt Horia Tecău         | 4 040  | 22      | 1. listopadu  |
| 7.   | Jürgen Melzer Philipp Petzschner     | 4 010  | 14      | 12. září      |
| 8.   | Mariusz Fyrstenberg Marcin Matkowski | 3 450  | 25      | 10. listopadu |

- 1) – bodový zisk dvojice, který jí zajistil postup na turnaj mistrů

### Předešlý poměr vzájemných zápasů
Tabulka uvádí poměr vzájemných zápasů dvojic před turnajem mistrů.
|    |                                        | Bryan | Llodra Zimonjić | Mirnyj Nestor | Bhupathi Paes | Bopanna Kúreší | Lindstedt Tecău | Melzer Petzschner | Fyrstenberg Matkowski | Celkem | V/P 2011 |
| 1. | Bob Bryan / Mike Bryan                 |       | 2–2             | 1–0           | 3–2           | 5–1            | 1–0             | 4–0               | 14–7                  | 30–12  | 58–14    |
| 2. | Michaël Llodra / Nenad Zimonjić        | 2–2   |                 | 3–2           | 0–3           | 3–1            | 3–0             | 0–1               | 3–0                   | 14–9   | 45–14    |
| 3. | Max Mirnyj / Daniel Nestor             | 0–1   | 2–3             |               | 1–3           | 0–2            | 4–1             | 1–0               | 1–0                   | 9–10   | 42–19    |
| 4. | Mahesh Bhupathi / Leander Paes         | 2–3   | 3–0             | 3–1           |               | 0–1            | 0–0             | 0–0               | 0–1                   | 8–6    | 30–12    |
| 5. | Rohan Bopanna / Ajsám Kúreší           | 1–5   | 1–3             | 2–0           | 1–0           |                | 0–3             | 0–1               | 2–2                   | 7–14   | 38–23    |
| 6. | Robert Lindstedt / Horia Tecău         | 0–1   | 0–3             | 1–4           | 0–0           | 3–0            |                 | 0–1               | 1–0                   | 5–9    | 38–21    |
| 7. | Jürgen Melzer / Philipp Petzschner     | 0–4   | 1–0             | 0–1           | 0–0           | 1–0            | 1–0             |                   | 1–1                   | 4–6    | 26–11    |
| 8. | Mariusz Fyrstenberg / Marcin Matkowski | 7–14  | 0–3             | 0–1           | 1–0           | 2–2            | 0–1             | 1–1               |                       | 11–22  | 19–26    |

- V/P 2011 = počet vítězných utkání (V) – prohraných utkání (P) v sezóně 2011

### Finanční odměny a body
Finanční odměny jsou uváděny na pár a částky v amerických dolarech.
| Fáze turnaje       | Finanční odměna | Body |
| Vítězové           | + 125 000 $     | +500 |
| Finalisté          | + 30 000 $      | +400 |
| 3 výhry ve skupině | 122 500 $       | 600  |
| 2 výhry ve skupině | 100 000 $       | 400  |
| 1 výhra ve skupině | 87 500 $        | 200  |
| 0 výher ve skupině | 65 000 $        | 0    |
| Náhradníci         | 25 000 $        | -    |

## Průběh turnaje

### 1. den: 20. listopadu 2011
| Zápasy hrané v O2 Arena                                                                         | Zápasy hrané v O2 Arena                  | Zápasy hrané v O2 Arena           | Zápasy hrané v O2 Arena |
| Skupina                                                                                         | Vítězové                                 | Poražení                          | Výsledek                |
| ----------------------------------------------------------------------------------------------- | ---------------------------------------- | --------------------------------- | ----------------------- |
| Čtyřhra – skupina B                                                                             | Max Mirnyj Daniel Nestor [3]             | Rohan Bopanna Ajsám Kúreší [5]    | 7–6(7–2), 4–6, [11–9]   |
| Dvouhra – skupina B                                                                             | Roger Federer [4]                        | Jo-Wilfried Tsonga [6]            | 6–2, 2–6, 6–4           |
| Čtyřhra – skupina B                                                                             | Mariusz Fyrstenberg Marcin Matkowski [8] | Michaël Llodra Nenad Zimonjić [2] | 6–4, 5–7, [11–9]        |
| Dvouhra – skupina B                                                                             | Rafael Nadal [2]                         | Mardy Fish [8]                    | 6–2, 3–6, 7–6(7–3)      |
| 1. zápas začíná ve 12:15 hod (UTC), 2. ne před 14:00 hod, 3. v 18:15 hod a 4. ne před 20:00 hod |                                          |                                   |                         |

### 2. den: 21. listopadu 2011
| Zápasy hrané v O2 Arena                                                                         | Zápasy hrané v O2 Arena          | Zápasy hrané v O2 Arena              | Zápasy hrané v O2 Arena |
| Skupina                                                                                         | Vítězové                         | Poražení                             | Výsledek                |
| ----------------------------------------------------------------------------------------------- | -------------------------------- | ------------------------------------ | ----------------------- |
| Čtyřhra – skupina A                                                                             | Robert Lindstedt Horia Tecău [6] | Mahesh Bhupathi Leander Paes [4]     | 7–6(8–6), 6–1           |
| Dvouhra – skupina A                                                                             | David Ferrer [5]                 | Andy Murray [3]                      | 6–4, 7–5                |
| Čtyřhra – skupina A                                                                             | Bob Bryan Mike Bryan [1]         | Jürgen Melzer Philipp Petzschner [7] | 6–7(4–7), 7–5, [10–7]   |
| Dvouhra – skupina A                                                                             | Novak Djoković [1]               | Tomáš Berdych [7]                    | 3–6, 6–3, 7–6(7–3)      |
| 1. zápas začíná ve 12:15 hod (UTC), 2. ne před 14:00 hod, 3. v 18:15 hod a 4. ne před 20:00 hod |                                  |                                      |                         |

### 3. den: 22. listopadu 2011
| Zápasy hrané v O2 Arena                                                                         | Zápasy hrané v O2 Arena           | Zápasy hrané v O2 Arena                  | Zápasy hrané v O2 Arena |
| Skupina                                                                                         | Vítězové                          | Poražení                                 | Výsledek                |
| ----------------------------------------------------------------------------------------------- | --------------------------------- | ---------------------------------------- | ----------------------- |
| Čtyřhra – skupina B                                                                             | Michaël Llodra Nenad Zimonjić [2] | Rohan Bopanna Ajsám Kúreší [5]           | 7–6(8–6), 6–3           |
| Dvouhra – skupina B                                                                             | Jo-Wilfried Tsonga [6]            | Mardy Fish [8]                           | 7–6(7–4), 6–1           |
| Čtyřhra – skupina B                                                                             | Max Mirnyj Daniel Nestor [3]      | Mariusz Fyrstenberg Marcin Matkowski [8] | 6–4, 6–3                |
| Dvouhra – skupina B                                                                             | Roger Federer [4]                 | Rafael Nadal [2]                         | 6–3, 6–0                |
| 1. zápas začíná ve 12:15 hod (UTC), 2. ne před 14:00 hod, 3. v 18:15 hod a 4. ne před 20:00 hod |                                   |                                          |                         |

### 4. den: 23. listopadu 2011
| Zápasy hrané v O2 Arena                                                                         | Zápasy hrané v O2 Arena          | Zápasy hrané v O2 Arena              | Zápasy hrané v O2 Arena |
| Skupina                                                                                         | Vítězové                         | Poražení                             | Výsledek                |
| ----------------------------------------------------------------------------------------------- | -------------------------------- | ------------------------------------ | ----------------------- |
| Čtyřhra – skupina A                                                                             | Mahesh Bhupathi Leander Paes [4] | Jürgen Melzer Philipp Petzschner [7] | 7–5, 6–3                |
| Dvouhra – skupina A                                                                             | Tomáš Berdych [7]                | Janko Tipsarević [9]                 | 2–6, 6–3, 7–6(8–6)      |
| Čtyřhra – skupina A                                                                             | Bob Bryan Mike Bryan [1]         | Robert Lindstedt Horia Tecău [6]     | 6–1, 6–2                |
| Dvouhra – skupina A                                                                             | David Ferrer [5]                 | Novak Djoković [1]                   | 6–3, 6–1                |
| 1. zápas začíná ve 12:15 hod (UTC), 2. ne před 14:00 hod, 3. v 18:15 hod a 4. ne před 20:00 hod |                                  |                                      |                         |

### 5. den: 24. listopadu 2011
| Zápasy hrané v O2 Arena                                                                         | Zápasy hrané v O2 Arena                   | Zápasy hrané v O2 Arena           | Zápasy hrané v O2 Arena |
| Skupina                                                                                         | Vítězové                                  | Poražení                          | Výsledek                |
| ----------------------------------------------------------------------------------------------- | ----------------------------------------- | --------------------------------- | ----------------------- |
| Čtyřhra – skupina B                                                                             | Mariusz Fyrstenberg Marcin Matkowski [8\| | Rohan Bopanna Ajsám Kúreší [5]    | 6–2, 6–1                |
| Dvouhra – skupina B                                                                             | Roger Federer [4]                         | Mardy Fish [8]                    | 6–1, 3–6, 6–3           |
| Čtyřhra – skupina B                                                                             | Max Mirnyj Daniel Nestor [3]              | Michaël Llodra Nenad Zimonjić [2] | 4–6, 6–3, [10–7]        |
| Dvouhra – skupina B                                                                             | Jo-Wilfried Tsonga [6]                    | Rafael Nadal [2]                  | 7–6(7–2), 4–6, 6–3      |
| 1. zápas začíná ve 12:15 hod (UTC), 2. ne před 14:00 hod, 3. v 18:15 hod a 4. ne před 20:00 hod |                                           |                                   |                         |

### 6. den: 25. listopadu 2011
| Zápasy hrané v O2 Arena                                                                         | Zápasy hrané v O2 Arena              | Zápasy hrané v O2 Arena          | Zápasy hrané v O2 Arena |
| Skupina                                                                                         | Vítězové                             | Poražení                         | Výsledek                |
| ----------------------------------------------------------------------------------------------- | ------------------------------------ | -------------------------------- | ----------------------- |
| Čtyřhra – skupina A                                                                             | Jürgen Melzer Philipp Petzschner [7] | Robert Lindstedt Horia Tecău [6] | 6–3, 6–4                |
| Dvouhra – skupina A                                                                             | Janko Tipsarević [9]                 | Novak Djoković [1]               | 3–6, 6–3, 6–3           |
| Čtyřhra – skupina A                                                                             | Mahesh Bhupathi Leander Paes [4]     | Bob Bryan Mike Bryan [1]         | 6–4, 6–2                |
| Dvouhra – skupina A                                                                             | Tomáš Berdych [7]                    | David Ferrer [5]                 | 3–6, 7–5, 6–1           |
| 1. zápas začíná ve 12:15 hod (UTC), 2. ne před 14:00 hod, 3. v 18:15 hod a 4. ne před 20:00 hod |                                      |                                  |                         |

### 7. den: 26. listopadu 2011
| Zápasy hrané v O2 Arena                                                                         | Zápasy hrané v O2 Arena                  | Zápasy hrané v O2 Arena          | Zápasy hrané v O2 Arena |
| Semifinále                                                                                      | Vítězové                                 | Poražení                         | Výsledek                |
| ----------------------------------------------------------------------------------------------- | ---------------------------------------- | -------------------------------- | ----------------------- |
| Čtyřhra – semifinále                                                                            | Max Mirnyj Daniel Nestor [3]             | Bob Bryan Mike Bryan [1]         | 7–6(8–6), 6–4           |
| Dvouhra – semifinále                                                                            | Roger Federer [4]                        | David Ferrer [5]                 | 7–5, 6–3                |
| Čtyřhra – semifinále                                                                            | Mariusz Fyrstenberg Marcin Matkowski [8] | Mahesh Bhupathi Leander Paes [4] | 6–4, 4–6, [10–6]        |
| Dvouhra – semifinále                                                                            | Jo-Wilfried Tsonga [6]                   | Tomáš Berdych [7]                | 6–3, 7–5                |
| 1. zápas začíná ve 12:15 hod (UTC), 2. ne před 14:00 hod, 3. v 18:15 hod a 4. ne před 20:00 hod |                                          |                                  |                         |

### 8. den: 27. listopadu 2011
| Zápasy hrané v O2 Arena                                 | Zápasy hrané v O2 Arena      | Zápasy hrané v O2 Arena                  | Zápasy hrané v O2 Arena |
| Finále                                                  | Vítězové                     | Poražení                                 | Výsledek                |
| ------------------------------------------------------- | ---------------------------- | ---------------------------------------- | ----------------------- |
| Čtyřhra – finále                                        | Max Mirnyj Daniel Nestor [3] | Mariusz Fyrstenberg Marcin Matkowski [8] | 7–5, 6–3                |
| Dvouhra – finále                                        | Roger Federer [4]            | Jo-Wilfried Tsonga [6]                   | 6–3, 6–7(6–8), 6–3      |
| 1. zápas začíná v 15:30 hod (UTC), 2. ne před 17:30 hod |                              |                                          |                         |